# Reggie Hamilton
Reginald Lamont Hamilton jr., detto Reggie (Harvey, 23 maggio 1989), è un ex cestista statunitense.

## Palmarès
- Frances Pomeroy Naismith Award: 2012
- Capocannoniere Campionato di pallacanestro NCAA Division I: 2012